# Joana Vasconcelos (escultora)
Joana Vasconcelos, (París, 8 de noviembre de 1971) es una artista plástica portuguesa contemporánea, residente en Lisboa. Fue la primera mujer en exponer en el Palacio de Versalles en 2012.

## Trayectoria
Habitualmente trabaja con la escultura y la instalación. Su obra más famosa, Néctar, pertenece a la Colección Berardo y se expone en el Museo de la Colección Berardo de Lisboa. Muchas de sus obras figuran en colecciones privadas en Europa. En la Bienal de Venecia en 2005, fue la artista representante de Portugal con La novia. 
Ha ganado varios premios, incluyendo el Concurso del Berardo Museum.
En febrero de 2008 inauguró en la Pinacoteca de Sao Paulo Contaminación, descrito como "Un cuerpo de textiles, de colores, deforme y tentacular".
El 30 de junio de 2009, una de sus obras, titulada Corazón de oro independiente se subastó en Christie's por 192 mil euros. La pieza fue vendida a un coleccionista británico anónimo, que la prestará al Museo Berardo de Lisboa.
En el año 2012, expuso una selección de sus obras en el Palacio de Versalles. Se convirtió de este modo en la primera mujer artista en exponer sus obras en este palacio barroco.
La exposición se convirtió en un éxito por el marcado contraste que se establecía entre el ambiente histórico del palacio y las sorprendentes obras de Vasconcelos, muchas de ellas instalaciones con telas, plumas, zapatos gigantes confeccionados con cacerolas o figuras envueltas en una especie de fundas de ganchillo.
En junio de 2018, inauguró la exposición Joana Vasconcelos. Soy tu espejo en el Museo Guggenheim Bilbao.

## Obras

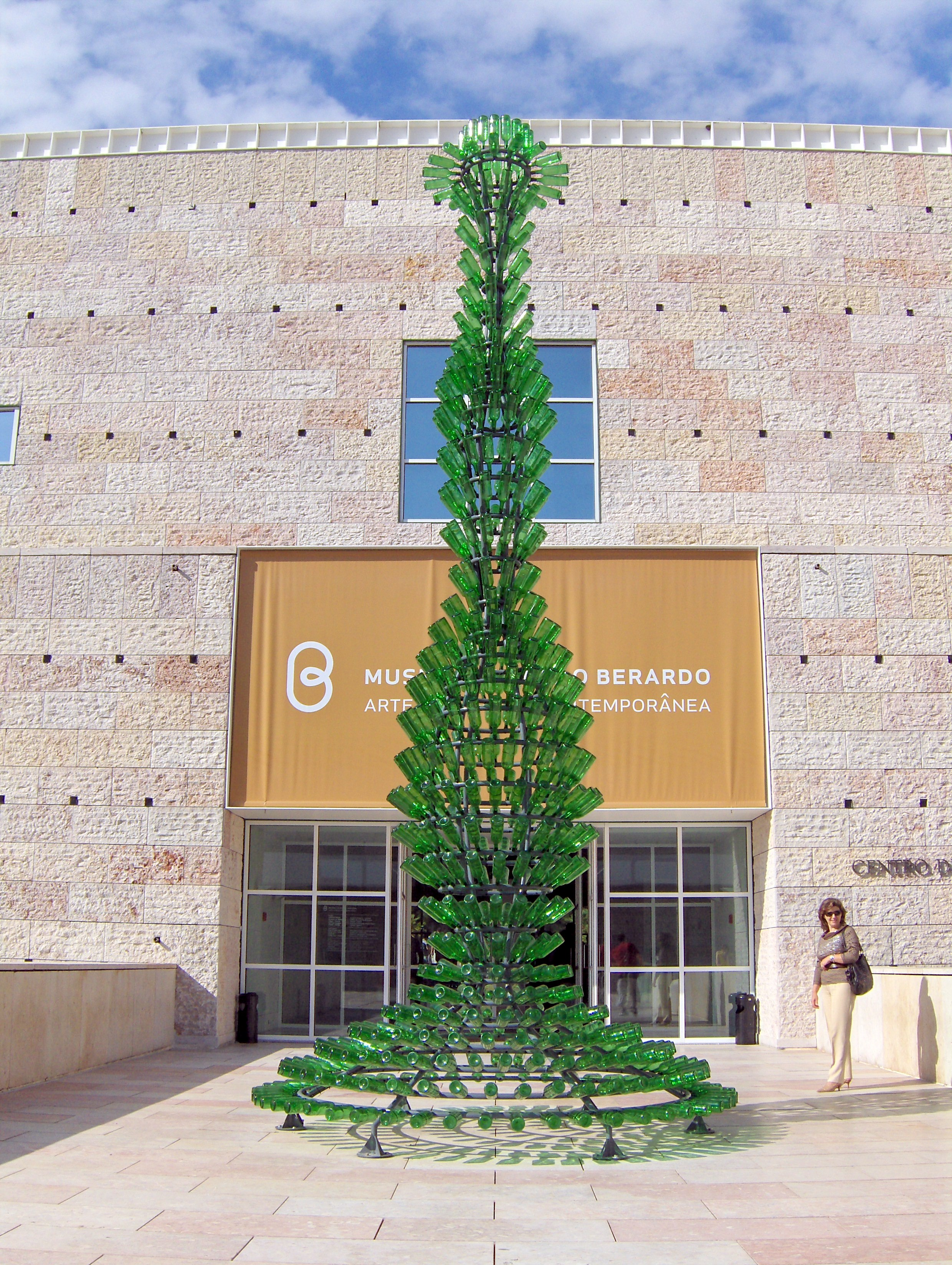
Néctar, en la entrada del Museu Colecção Berardo.

Entre sus mejores y más conocidas obras se incluyen las siguientes:
- Flores do meu desejo
- Cama Valium
- Néctar
- Ouro sobre azul
- Independent Heart
- A noiva, 2001
- Santiago de Compostela (escultura)
- WWW.Fatimashopping, 2002 (vídeo)
- Barco da Mariquinhas, 2002
- Pega, 2002
- Blup, 2002
- Nécessaire, 2003
- Filtra, 2003
- Valquiria, 2004
- Vigoroso e poderoso, 2006-2007
- Madame du Barry, 2007, escultura en cemento, pintura de acrílico y algodón, ganchillo hecho a mano, altura 180 cm
- Jóia do Tejo, 2008
- Garden of Eden #2, 2009
- Corazón de Viana, una instalación de 4 metros de altura, hecha de cinco mil tenedores de plástico de color que la artista ha doblado bajo el calor. Una versión está disponible en amarillo (restaurante "Eleven" en Lisboa), rojo (Museo de Arte Contemporáneo de Luxemburgo) y otro en negro en el Museo de Arte Contemporáneo de Castilla y León
- Una estrella de mar, cojín de ganchillo colgado en la pared Museo de Serralves en Oporto
- Egeria, de la serie Valquirias, 2018. Pieza realizada para atrio del Museo Guggenheim Bilbao perteneciente a la exposición Soy tu espejo.[10] Se trata de una obra de dos toneladas de peso, realizada en ganchillo y telas bordadas (durante dos años en el taller de la artista), los ocho brazos se expanden por el atrio de museo de 40 metros de alto.[11]

## Premios y reconocimientos
- Premio Tabaqueira Fondo de Arte Público (2003)
- Hay muchos trabajos suyos en el Museu Colecção Berardo, después de ganar el concurso de la institución.
- Algunos medios la consideraron mejor artista del año 2019.[12]
- En 2022 fue condecorada con la Orden de las Artes y de las Letras de Francia.[13]
- En 2024 recibió el Premio El Club de las 25 en su XXVII edición, otorgado por la asociación El Club de las 25.[14]